# Gandhinagar
Gandhinagar (en gujarati : ગાંધીનગર  ; en hindi : गांधीनगर) est la capitale de l'État du Gujarat, situé dans l'ouest de l'Inde. Il s'agit d'une ville nouvelle construite dans les années 1960, nommée Gandhi pour lui faire hommage.

## Géographie
Gandhinagar est située à l'ouest du couloir industriel entre Delhi, la capitale de l'Inde et Mumbai, la capitale du Maharashtra.

## Économie

### Transports

#### Avion
L'Aéroport international Sardar Vallabhbhai Patel (IATA : AMD, OACI : VAAH) situé à Ahmedabad permet des vols intérieurs entre Gandhinagar et d'autres grandes villes de l'Inde. Il y a également quelques vols internationaux en partance de cet aéroport.

#### Réseau routier
Gandhinagar est connectée à Surate, Mumbai, Navi Mumbai par la route nationale 8A. Elle est également reliée à Ahmedabad par la route nationale 8C.

#### Réseau ferroviaire
La gare d'Ahmedabad, située à quelques kilomètres de Gandhinagar, permet de rallier les principales villes de l'Inde.

#### Bus
Gandhinagar a obtenu son propre service de bus en août 2009 et il est exploité par VTCOS. À noter que onze autobus fonctionnent au gaz naturel.

## Histoire
Au XIIIe siècle, le roi Pethasinh de Pethapur régnait sur la ville de Shertha. Après la mort de Pethasinh, le Sultanat de Patan utilisa cette région comme un champ de bataille. Le sultan Ahmed Shah décida alors de déplacer sa capitale dans une nouvelle ville, et construisit Ahmedabad.
En 1960, l'État de Bombay fut divisé en deux États différents, le Gujarat et le Maharashtra. Ahmedabad est devenue la capitale du Gujarat car la ville de Bombay se retrouva dans le Maharastra. Cependant, il fut alors décidé de construire une nouvelle capitale pour l'État du Gujarat.

## Lieux et monuments
Le temple Akshardham, un des plus grands temples du Gujarat.

## Divers

### Sports
Le cricket est le sport le plus populaire à Gandhinagar. Il y a plusieurs terrains de cricket situés dans la ville. Le stade du Gujarat situé dans la ville voisine d'Ahmedabad accueille des matchs internationaux de cricket. D'autres sports comme le football, le hockey sur gazon, le basket-ball, le tennis, le golf et le badminton sont également très populaires à Gandhinagar. Aussi, un centre régional de la Sports Authority of India (SAI) est situé à Gandhinagar.

### Résident célèbres
- Fabien Pinckaers[1], entrepreneur informatique belge